# 安·格蕾特·内尔高
安·格蕾特·内尔高（丹麥語：Ann Grete Nørgaard，1983年9月15日—），丹麦女子手球运动员。她曾代表丹麦国家队参加2012年夏季奥林匹克运动会女子手球比赛，结果获得第九名。